# Annibale Bozzuti
Annibale Bozzuti (né le 2 ou 3 février 1521 à Montecalvo Irpino, en Campanie, Italie, alors dans le royaume de Naples et mort le 6 octobre 1565  à Chiaia) est un cardinal italien du XVIe siècle.

## Biographie
Annibale Bozzuti est notamment clerc de Naples, ambassadeur près de l'empereur Charles Quint, protonotaire apostolique et référendaire au tribunal suprême de la Signature apostolique.
Bozutti est nommé archevêque d'Avignon en 1551. Il est gouverneur de Borgo et clerc et président de la chambre apostolique. Mgr Bozutti est nommé gouverneur de Civitavecchia en 1558.
Bozutti est créé cardinal par le pape Pie IV lors du consistoire du 12 mars 1565.